# Ateuk Mon Panah
Ateuk Mon Panah is een bestuurslaag in het regentschap Aceh Besar van de provincie Atjeh, Indonesië. Ateuk Mon Panah telt 348 inwoners (volkstelling 2010).